# Blake Hamilton
Blake Wilson Hamilton (ur. 31 marca 1983 w Harrisburgu) – amerykański koszykarz występujący na pozycjach rzucającego obrońcy oraz skrzydłowego, po zakończeniu kariery zawodniczej trener koszykarski.
W sezonie 2010/11 pełnił funkcję dyrektora do spraw rozwoju zawodników na swojej byłej uczelni Monmouth.

## Osiągnięcia
NCAA
- Mistrz[1]:
  - sezonu zasadniczego konferencji Northeast (2005)
  - turnieju NEC (2004)
- Zawodnik roku konferencji Northeast (2005)[2]
- MVP turnieju Konferencji Northeast (2004)[3]
- Zaliczony do składów[4]:
  - Honorable Mention All-American (2005)[3]
  - All-NEC First Team (2004, 2005)
  - NEC All-Tournament Team (2004, 2005)
  - Paradise Jam All-Tournament Team (2004)
- 2-krotny lider konferencji Northeast w liczbie celnych i oddanych rzutów wolnych (2004 – 214–280, 2005 – 181–233)[5]
- Sportowiec Roku Uniwersytetu Monmouth (2005)[1]

Drużynowe
- Mistrz Austrii (2007)[1]
- Wicemistrz[3]:
  - Ligi Amerykańskiej (2008)
  - Meksyku (2008)[1]

Indywidualne
- Uczestnik meczu gwiazd PLK (2006)[6]
- Wybrany do składów[3]:
  - All-Israeli National League Honorable Mention (2009 przez Eurobasket.com)
  - Israeli National League All-Imports Team (2009  przez Eurobasket.com)